# De sorte Roser
De sorte Roser er en amerikansk stumfilm fra 1921 af Colin Campbell.

## Medvirkende
- Sessue Hayakawa som Yoda
- Myrtle Stedman som Blanche De Vore
- Tsuru Aoki som Blossom
- Andrew Robson som Benson Burleigh
- Toyo Fujita som Wong Fu
- Henry Herbert som Harry
- Harold Holland som Cleary
- Carrie Clark Ward som Bridget